# دمیرو پوزبون
دمیرو پوزبون (انگلیسی: Demiro Pozzebon؛ زادهٔ ۳۱ اوت ۱۹۸۸) بازیکن فوتبال است.
از باشگاه‌هایی که در آن بازی کرده‌است می‌توان به باشگاه فوتبال اتلتیکو آرتزو اشاره کرد.